# Gobamme Rock
Der Gobamme Rock (englisch, japanisch 碁盤目岩 Gobanme-iwa, deutsch ‚Go-Brettfeld(er)-Felsen‘; norwegisch Ruteknausen ‚Quaderfelsen‘) ist eine Felsformation an der Kronprinz-Olav-Küste im ostantarktischen Königin-Maud-Land. Er ragt zwischen dem Kozō Rock und dem Byōbu Rock auf.
Teilnehmer der von 1957 bis 1962 durchgeführten japanischen Antarktisexpedition fotografierten, kartierten und benannten ihn. Das Advisory Committee on Antarctic Names übertrug die japanische Benennung 1968 ins Englische.